# Преска-над-Костревницо
Преска-над-Костревницо (словен. Preska nad Kostrevnico) — поселення в общині Шмартно-при-Літії, Осреднєсловенський регіон, Словенія. 
Висота над рівнем моря: 564,5 м.